# Distrito de Győr
El distrito de Győr (húngaro: Győri járás) es un distrito húngaro perteneciente al condado de Győr-Moson-Sopron.
En 2013 tiene 189 857 habitantes. Su capital es Győr, que también es la capital del condado.

## Municipios
El distrito tiene una ciudad (en negrita), con estatus de ciudad de derecho condal, y 34 pueblos
(población a 1 de enero de 2012):
- Abda (3201)
- Bezi (510)
- Börcs (1290)
- Bőny (2153)
- Dunaszeg (2006)
- Dunaszentpál (739)
- Enese (1785)
- Fehértó (448)
- Gönyű (3135)
- Győr (131 564) – la capital
- Győrladamér (1623)
- Győrság (1478)
- Győrsövényház (746)
- Győrújbarát (6233)
- Győrújfalu (1575)
- Győrzámoly (2581)
- Ikrény (1806)
- Kajárpéc (1242)
- Kisbajcs (855)
- Koroncó (2031)
- Kunsziget (1256)
- Mezőörs (1008)
- Mosonszentmiklós (2282)
- Nagybajcs (935)
- Nagyszentjános (1790)
- Nyúl (4270)
- Öttevény (2935)
- Pér (2333)
- Rábapatona (2426)
- Rétalap (554)
- Sokorópátka (1081)
- Tényő (1540)
- Töltéstava (2217)
- Vámosszabadi (1632)
- Vének (185)